# Anelloviridae
Anelloviridae (лат.) — семейство ДНК-содержащих вирусов неясного систематического положения. Представители семейства инфицируют позвоночных (в том числе и человека, по всей видимости, бессимптомно) и имеют капсид без оболочки с икосаэдрическим типом симметрии. Геном представлен одноцепочечной молекулой ДНК отрицательной полярности длиной от 2 до 4 тысяч нуклеотидов, замкнутой в кольцо. Репликация происходит по механизму катящегося кольца с участием ДНК-полимеразы клетки-хозяина. В семейство входит примерно 200 видов вирусов.

## Этимология названия
Латинское название семейства образовано от итал. anello — кольцо, так как представители семейства имеют кольцевые геномы, представленные одноцепочечной ДНК (оцДНК).

## Описание
Члены семейства Anelloviridae имеют капсид без оболочки с икосаэдрическим типом симметрии и числом триангуляции, равным 1. Один капсид состоит из 60 копий капсидного белка (VP1). 
Геномы представителей семейства несегментированы и представлены кольцевой одноцепочечной молекулой ДНК отрицательной полярности. Общая длина генома составляет от 2 до 4 тысяч нуклеотидов. В составе генома имеется некодирующий участок, включающий одну или две последовательности длиной 80—110 нуклеотидов. Эти последовательности имеют высокий GC-состав и формируют вторичные структуры, включающие стебли и петли. В целом члены Anelloviridae характеризуются высокой степенью генетического разнообразия. В составе генома имеются две основные открытые рамки считывания, обозначаемые ORF1 и ORF2, их трансляция начинается с разных старт-кодонов. ORF1 даёт начало двум белкам: предполагаемому белку капсида (VP1) и белку, задействованному в репликации. Второй белок, вероятно, является эндонуклеазой, запускающей репликацию по механизму катящегося кольца. Считается, что ORF2 кодирует или белок с фосфатазной активностью (VP2), или белок, подавляющий сигнальный путь NF-κB (VP3). VP3, также известный как апоптин, запускает апоптоз только в злокачественных клетках. Синтез разных белков с одной открытой рамки считывания возможен благодаря альтернативному сплайсингу. В некоторых случаях имеются дополнительные рамки считывания, которые могут перекрываться. В геномах Anelloviridae закодировано в общей сложности 3—4 белка. Белки, кодируемые вирусами семейства Anelloviridae, не имеют гомологов среди каких-либо других белковых последовательностей, поэтому филогенетическое положение Anelloviridae остаётся неясным.
Репликация генома у членов Anelloviridae, по всей вероятности, протекает по механизму катящегося кольца, причем сначала геном, представленный оцДНК, переводится в форму двуцепочечной ДНК. Для репликации представители Anelloviridae используют ДНК-полимеразу клетки-хозяина, поэтому репликация их геномов протекает в клеточном ядре.

## Клиническое значение
Вирусы семейства Anelloviridae могут инфицировать человека. Инфицирование происходит в первые месяцы жизни, далее вирус размножается в ходе персистирующей инфекции. Бессимптомно ли заражение Anelloviridae, остаётся спорным вопросом. По всей видимости, размножение Anelloviridae в организме человека сдерживается иммунной системой, поскольку при иммуносупрессии титр вирусов семейства Anelloviridae увеличивается. По оценкам, вирусами семейства Anelloviridae заражено более 90 % населения планеты на всех континентах. Передача вирусов Anelloviridae возможна с каплями слюны, от матери к плоду и при половых контактах. Также представители Anelloviridae поражают других позвоночных. 

## Классификация
В семейство Anelloviridae включают следующие роды вирусов, которые содержат около 200 видов:
- Aleptorquevirus
- Alphatorquevirus[англ.]
- Betatorquevirus[англ.]
- Chitorquevirus
- Dalettorquevirus
- Deltatorquevirus[англ.]
- Epsilontorquevirus[англ.]
- Etatorquevirus[англ.]
- Gammatorquevirus[англ.]
- Gimeltorquevirus
- Gyrovirus[англ.]
- Hetorquevirus
- Iotatorquevirus[англ.]
- Kappatorquevirus[англ.]
- Lambdatorquevirus[англ.]
- Mutorquevirus
- Nutorquevirus
- Omegatorquevirus
- Omicrontorquevirus
- Pitorquevirus
- Psitorquevirus
- Rhotorquevirus
- Sigmatorquevirus
- Tautorquevirus
- Tettorquevirus
- Thetatorquevirus[англ.]
- Upsilontorquevirus
- Wawtorquevirus
- Xitorquevirus
- Zayintorquevirus
- Zetatorquevirus[англ.]